# Bourboulenc
Bourboulenc är en vit druva, med sen mognad, som odlas främst i södra Frankrike. Sorten finns i regionerna Södra Rhône, Provence och Languedoc. Vin gjort på Bourboulenc har en bra syranivå, kropp, genomträngande karaktär, citrusdoft och en antydan av rök. Men om druvorna plockas för tidigt får vinet en tunn, neutral smak.